# Do You Know? (The Ping Pong Song)
Do You Know? (The Ping Pong Song) (englisch für „Weißt du? (Der Ping Pong Song)“) ist ein Lied des spanisch-US-amerikanischen Pop-Sängers Enrique Iglesias aus dem Jahr 2007. Das Stück wurde von Iglesias auch in spanischer Sprache unter dem Titel Dímelo veröffentlicht.

## Hintergrund
Das Lied wurde vom Interpreten selbst, zusammen mit Sean Garrett und Brian Kidd, geschrieben beziehungsweise komponiert. Letztere beiden zeichnete darüber hinaus für die Produktion verantwortlich.
Die Erstveröffentlichung von Do You Know? (The Ping Pong Song) erfolgte als Airplay am 24. April 2007. Am 28. Mai 2007 erschien es erstmals als offizielle Single. Diese erschien weltweit in verschiedenen Ausführungen. Am 11. Juni 2007 erschien das Lied als Teil von Enrique Iglesias’ achten Studioalbum Insomniac.

## Musikvideo
Das Musikvideo zählte bis August 2023 über 77 Millionen Aufrufe auf YouTube.

## Rezeption

### Chartplatzierungen
| ChartsChartplatzierungen       | Höchstplatzierung | Wochen |
| ------------------------------ | ----------------- | ------ |
| Deutschland (GfK)              | 6 (17 Wo.)        | 17     |
| Österreich (Ö3)                | 8 (20 Wo.)        | 20     |
| Schweiz (IFPI)                 | 4 (45 Wo.)        | 45     |
| Vereinigte Staaten (Billboard) | 21 (20 Wo.)       | 20     |
| Vereinigtes Königreich (OCC)   | 3 (22 Wo.)        | 22     |

| ChartsJahrescharts (2007)    | Platzierung |
| ---------------------------- | ----------- |
| Deutschland (GfK)            | 41          |
| Österreich (Ö3)              | 42          |
| Schweiz (IFPI)               | 14          |
| Vereinigtes Königreich (OCC) | 26          |

### Auszeichnungen für Musikverkäufe
| Land/Region                  | Auszeichnungen für Musikverkäufe (Land/Region, Auszeichnung, Verkäufe) | Verkäufe |
| ---------------------------- | ---------------------------------------------------------------------- | -------- |
| Dänemark (IFPI)              | Gold                                                                   | 7.500    |
| Deutschland (BVMI)           | Gold                                                                   | 150.000  |
| Schweden (IFPI)              | Platin                                                                 | 20.000   |
| Vereinigtes Königreich (BPI) | Gold                                                                   | 400.000  |
| Insgesamt                    | 3× Gold · 1× Platin ·                                                  | 577.500  |

Hauptartikel: Enrique Iglesias/Auszeichnungen für Musikverkäufe